# Gradierwerk (Schönebeck)
Koordinaten: 51° 59′ 56,5″ N, 11° 43′ 24,2″ O

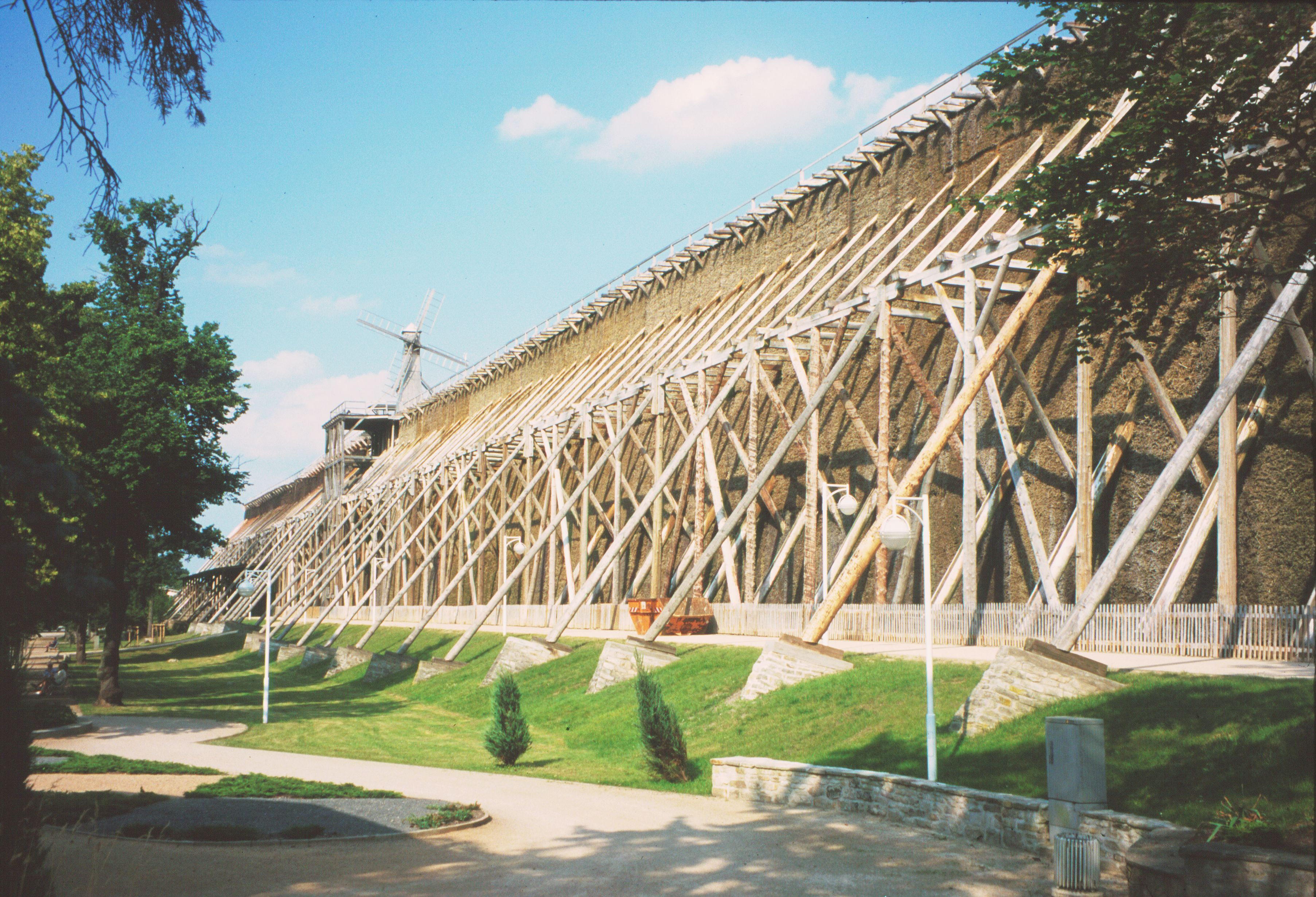
Gradierwerk in Bad Salzelmen

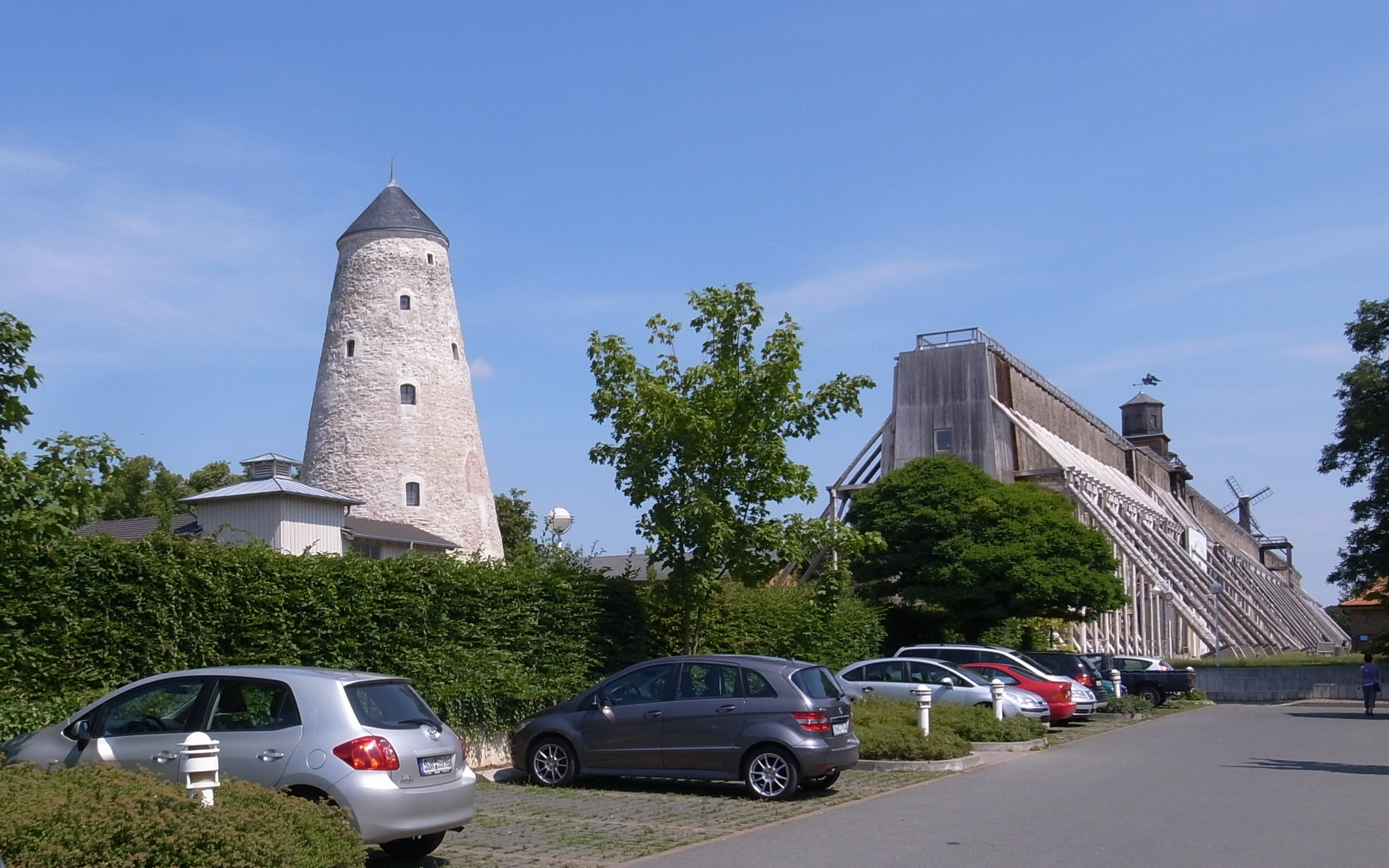
Soleturm und Gradierwerk

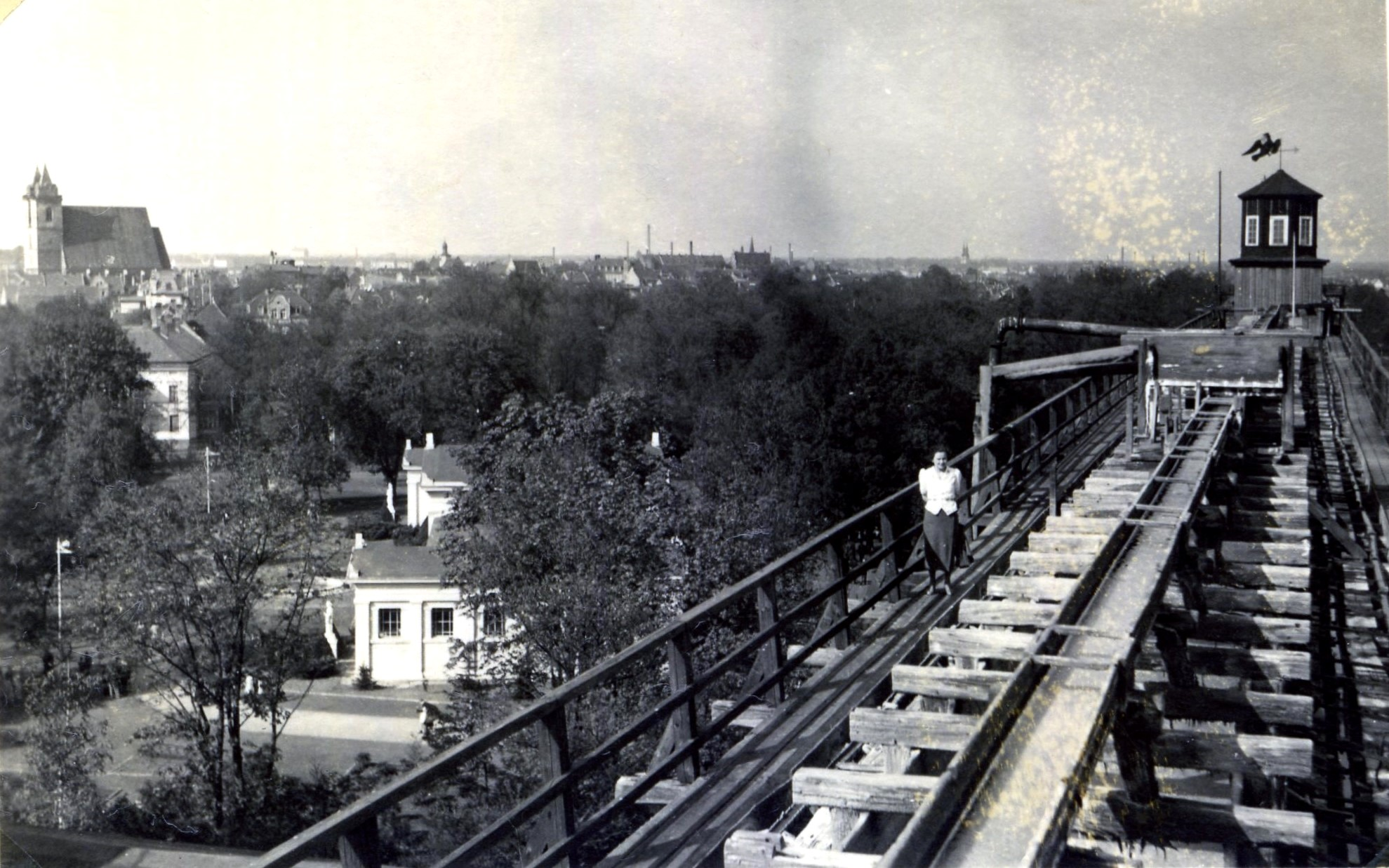
Blick vom und über das Gradierwerk im Jahr 1937

Das Gradierwerk Schönebeck steht im Kurpark von Bad Salzelmen, einem Stadtteil von Schönebeck (Elbe) in Sachsen-Anhalt.
Das Gradierwerk, das der preußische Staat zwischen 1756 und 1765 (durch den Siebenjährigen Krieg unterbrochen) zur Erhöhung des Salzgehaltes der Sole in unmittelbarer Nachbarschaft der Elmener Solequellen bauen ließ, hatte ursprünglich eine Länge von 1323 Metern. Die Baupläne, die der Mathematiker Leonhard Euler geprüft hatte, arbeitete der Bergoberhauptmann Jacob Sigismund Waitz von Eschen aus. Die Anlage, die eine technische Meisterleistung darstellte, wurde schließlich auf 1837 Meter verlängert, es ist damit nach Bad Dürrenberg (ehemals 1887 Meter) das zweitgrößte jemals gebaute Gradierwerk. Seine wirtschaftliche Bedeutung büßte es nach der Fertigstellung des Schönebecker Salzschachtes und dem Übergang zum Spritzverfahren zur Solegewinnung im Untertagebau ein.
Von der einstigen Länge sind heute noch 300,4 Meter vorhanden. Auf dem Gradierwerk befinden sich ein Uhrturm und daneben der Soleturm, der als der gemauerte Rumpf einer ehemaligen Windmühle zur Soleförderung erhalten blieb. Der ehemalige Verlauf des Gradierwerks ist fast über die gesamte ehemalige Länge noch als Wall erkennbar, der entlang der Eggersdorfer Straße vom Solequell bis zur Auffahrt zum Bierer Berg verläuft. Das Gradierwerk selbst dient heute ausschließlich zur Freiluftinhalation. Dafür wird Sole aus einem Tiefbrunnen unterhalb des Kurparkes verrieselt. In einem an das Gradierwerk südwestlich angebauten Inhalatorium ist auch eine medizinische Inhalation möglich. In geführten Gruppen kann das Gradierwerk bestiegen werden.